# C'est la vie (álbum de Martin Solveig)
C'est la Vie es el cuarto álbum de estudio del disc jockey y productor francés Martin Solveig. 
Al igual que su álbum anterior, Hedonist (2005), incluye la participación de vocalistas como Lee Fields, Jay Sebag y Stephy Haik.
El álbum se lanzó en 2008 y se destacan los sencillos "C'est la Vie", "I Want You" y "One 2.3 Four".

## Lista de canciones
1. "C'est la vie"
2. "I Want You" (con Lee Fields)
3. "Butterfly" (con Stephy Haik)
4. "Beauty False"
5. "Poptimistic" (con Gail Cochrane)
6. "One 2.3 Four" (con Chakib Chambi)
7. "Touch Me" (con  Stephy Haik)
8. "Bottom Line"
9. "Give It to Me"
10. "Superficial" (con Lee Fields)
11. "Some Other Time" (con Jay Sebag)

## Créditos
- Escrito, compuesto y producido por Martin Solveig para Mixture Stereophonic
  - "Beauty false" y "Some other time" compuestos y producidos por Martin Solveig y Michaël Tordjman
- Editado por Temps D'Avance
  - "Beauty false" et "Some other time" editatos por Basic Like This Recordings y Temps D'Avance
- Mezclado en Studio Davout, París
  - "C'est la vie" y "Poptimistic" mezclados en Mixture Studio, Francia
- Masterizado en Sterling Sound, Nueva York

- Cyril Atef - batería
- Chakib Chambi - voz, coros
- Gail Cochrane - spoken word
- Tom Coyne - masterización
- Sophie Delila - guitarra
- Lee Fields - voz
- Pascal Garnon - ingeniero del sonido
- Jean-Baptiste Gaudray - guitarra
- Quentin Ghomari - trompeta
- Stephy Haïk - voz, coros
- Armelle Kergall - fotografía
- Antoine Le Grand - fotografía
- Léo & Mona - gráfica
- Laurent Meyer - saxofón
- Guy N'Sangué - bajo
- Jay Sebag - voz, coros
- Loïc Seron - trombón
- David Shama - fotografía
- Martin Solveig - voz, coros, instrumentos, mezcla, programación
- Michaël Tordjman - instrumentos, programación
- Philippe Weiss - mezcla

## Posición
| País (2008) | Organismo certificador          | Puesto |
| ----------- | ------------------------------- | ------ |
| Bélgica     | Belgian Albums Chart (Flanders) | 99     |
| Bélgica     | Belgian Albums Chart (Wallonia) | 23     |
| Francia     | French Albums Chart             | 16     |
| Suiza       | Swiss Albums Chart              | 59     |